# Jean-Jacques Filleul
Pour les articles homonymes, voir Filleul (homonymie).
Jean-Jacques Filleul, né le 22 juin 1943 à Tours (Indre-et-Loire), est un homme politique français.

## Biographie
Il fait carrière durant 27 ans dans les laboratoires Pfizer (1968 – 1995).
Premier secrétaire du Parti socialiste en Indre-et-Loire de 1981 à 1983, il est élu maire de Montlouis-sur-Loire en mars 1983. Réélu à quatre autres reprises, il ne se représente pas aux dernières élections municipales de mars 2014. Il est aujourd’hui maire honoraire.
Candidat aux élections cantonales de 1992 sur le canton de Montlouis-sur-Loire, il s'incline au second tour face au conseiller général sortant  Dominique Leclerc avec 42 % des voix. Il prend sa revanche vingt ans plus tard en privant ce dernier d'une réélection au Sénat lors des élections sénatoriales de 2011 en Indre-et-Loire.
Élu conseiller régional en Région Centre en septembre 1992, il démissionne à la suite de son élection de député de la deuxième circonscription d’Indre-et-Loire en septembre 1995. Réélu député en 1997, il est membre du groupe Socialiste et Républicain, dont il est l’un des vice-présidents, jusqu’en juin 2002.
À la fin de 1999, il crée la Communauté de Communes de l’Est Tourangeau, forte en 2016 de 26 000 habitants, regroupant les villes de Montlouis-sur-Loire, La Ville-aux-Dames, Larçay, Véretz et Azay-sur-Cher. Il en est le président jusqu’en mars 2014.
Il devient, le 19 mars 1999, le 1er Président du Conseil Supérieur du Service Public Ferroviaire (CSSPF). À ce titre, il ouvre les États généraux du fret ferroviaire européen en décembre 2000, qui regroupe l’ensemble des ministres des transports de l’Union Européenne.
Il est élu sénateur d'Indre-et-Loire aux élections du 25 septembre 2011.
Il parraine le candidat En marche ! Emmanuel Macron pour l'élection présidentielle 2017.